# Lucas Morales
Lucas Morales, vollständiger Name Lucas Elías Morales Villalba, (* 14. Februar 1994 in Montevideo) ist ein uruguayischer Fußballspieler.

## Karriere

### Verein
Der 1,80 Meter große Defensivakteur Morales gehört mindestens seit der Apertura 2013 dem Kader des uruguayischen Erstligisten Defensor Sporting an, aus dessen Nachwuchsmannschaft er hervorging. In der Saison 2013/14 kam er dort bis zum Abschluss der Clausura 2014 zu elf Einsätzen (kein Tor) in der Primera División. Zudem wurde Morales einmal (kein Tor) in der Copa Libertadores 2014 eingesetzt. In der Saison 2014/15 wurde er 15-mal (ein Tor) in der höchsten uruguayischen Spielklasse eingesetzt. Es folgten keine weiteren Ligaeinsätze in der Apertura 2015. Anfang Februar 2016 wurde er innerhalb der Liga an die Montevideo Wanderers ausgeliehen, für die er in der Clausura 2016 ein Erstligaspiel (kein Tor) bestritt. In der Saison 2016 wurde er zweimal (kein Tor) in der Liga und einmal (kein Tor) in der Copa Sudamericana 2016 eingesetzt. In der laufenden Saison 2017 folgte bislang (Stand: 12. Februar 2017) ein weiterer Erstligaeinsatz (kein Tor).

### Nationalmannschaft
Am 19. Mai 2015 wurde er von Trainer Fabián Coito für den vorläufigen Kader der U-22 nominiert, die im Juli 2015 bei den Panamerikanischen Spielen 2015 in Toronto antrat.